# Beauchamp (Adelsgeschlecht, Worcester)
Die Familie Beauchamp war eine anglonormannische Adelsfamilie, die ab dem 12. Jahrhundert die führende Adelsfamilie in Worcestershire war und das Amt des Sheriffs von Worcestershire erblich ausübte. Sie ist zu unterscheiden von der Familie Beauchamp aus Bedfordshire, wobei eine Verwandtschaft zwischen beiden vermutet wird, aber bis jetzt nicht belegt werden konnte.
1267 erbte William (V.) de Beauchamp den Titel des Earl of Warwick, der traditionell mit dem Besitz von Warwick Castle verbunden war. 1444 wurde Henry de Beauchamp zum Premier Earl of the Realm erhoben und war damit – nach dem Duke of Norfolk – der zweithöchste Peer im Königreich. Am 14. April 1445 folgte die Ernennung zum Duke of Warwick, er starb jedoch bereits zwei Monate später, am 11. Juni 1445 ohne männliche Erben, wodurch der Herzogstitel wieder und auch die männliche Linie der Beauchamp erlosch.
Ein anderer William de Beauchamp  wurde 1392 zum Baron Bergavenny (heute Abergavenny) ernannt, sein Sohn Richard 1421 zum Earl of Worcester, auch dieser Titel ging bald (1422) mangels männlicher Erben verloren.
In beiden Fällen (Warwick und Abergavenny) wurde die Familie Beauchamp durch die Famille Neville beerbt.

## Die Beauchamp of Elmley
1. NN (? Hugh de Beauchamp (* wohl 1050/60; † wohl 1114); ⚭ Matilda)[1]
  1. Walter (I.) de Beauchamp (* wohl 1080/95; † zwischen 1130 und Mai 1133) of Elmley Castle, Worcestershire [1114–um 1130 Sheriff von Worcestershire][2]; ⚭ vor August 1114 NN (Emmeline), Tochter von Urse d’Abetot [um 1069–1108 Sheriff von Worcestershire] und Adelisa
    1. William (I.) de Beauchamp († 1170), bestattet in Worcester, [Sheriff von Worcestershire]; ⚭ ? Bertha de Briouse, wohl Tochter von NN de Briouse (wohl William (II.) (Haus Braose) und Bertha of Hereford) [nach 1166 Erbin von Brecon (Brecknock), Abergavenny und Hay-on-Wye, Tochter von Miles de Gloucester, 1. Earl of Hereford] (Haus Pitres)
      1. William (II.) de Beauchamp († 1197) [Sheriff von Worcestershire]; ⚭ Amice [de Salwarpe, Schwester von Odo de Salwarpe]
        1. William (III.) de Beauchamp (* wohl 1194/96; † wohl 1210/11)
        2. Walter (III.) de Beauchamp (* wohl 1195/97; † 14. April 1236) [Sheriff von Worcestershire 1217–1233]; ⚭ (1) nach 1212 Joan Mortimer († 1225), Tochter von Roger (II.) de Mortimer († 1214) und Isabel de Ferrers; ⚭ (2) Angharad († wohl 1280/83)
          1. (1) William (IV.) de Beauchamp († 1269 wohl zwischen 7. Januar und 12. April) Sheriff von Worcester [1236–1269], bestattet in der Franziskanerkirche von Worcester; ⚭ Isabel Mauduit (†nach 7. Januar 1269), Tochter von William (IV.) Mauduit of Hanslope, Berkshire, und Alice of Warwick [Schwester von William Mauduit, 8. Earl of Warwick]
            1. William (V.) de Beauchamp (* wohl 1237/41; † 5. oder 9. Juni 1298 in Elmley), folgt 1267 seinem Onkel mütterlicherseits als 9. Earl of Warwick, folgte 1268 seinem Vater in Elmley und als erblicher Sheriff von Worcestershire, bestattet in der Franziskanerkirche in Worcester; ⚭ vor 7. Januar 1269 Matilda FitzJohn († 16./18. April 1301), Tochter von John FitzGeoffrey of Shere (Surrey) [Justiciar of Ireland] und Isabel Bigod (Tochter von Hugh Bigod, 3. Earl of Norfolk), Witwe von Gerard de Furnivalle, bestattet in der Franziskanerkirche von Worcester – Nachkommen siehe unten
            2. John de Beauchamp († zwischen 1261 und 7. Januar 1269) of Holt
            3. Walter de Beauchamp († nach 7. Januar 1269) of [Powick and] Alcester, Steward von König Eduard I.; ⚭ ? Alice de Tosny, Tochter von Raoul (VI.) de Tosny und Pernel de Lacy (Haus Tosny) [Nachkommen: die Barons Beauchamp of Powick (1447–1503)]
            4. Joan de Beauchamp († nach 1298); ⚭ (Verlobung am 8. September 1254) Bartholomew de Sudeley († 29. Juni 1280 oder früher) Sohn von [Ralph] de Sudeley und Imenia
            5. Isabel de Beauchamp († nach 7. Januar 1269)
            6. Margaret de Beauchamp († nach 1284); ⚭ (Ehevertrag 1249) Hubert Hussey (Hose, Husee; † vor 12. Juli 1275), Sohn von Henry Hussey
            7. Sibylla de Beauchamp († nach 7. Januar 1269)
            8. Sarah de Beauchamp († nach Juli 1317); ⚭ nach 7. Januar 1269 Richard (VI.) Talbot (* wohl 1249/50; †vor 3. September 1306), Sohn von Gilbert Talbot [of Linton and Credenhill] und Gwenllian of Dinefwr [Tochter von Rhys Mechyll und Matilda de Braose]
              1. Gilbert Talbot, 1. Baron Talbot (* 1276; † 1346)

          2. (1) James de Beauchamp († 1296, wohl Ende September, Anfang Oktober)
          3. (1/2) Thomas, Walter und John de Beauchamp († vor 1283)
          4. (2) Hugh de Beauchamp († nach 1283)

        3.  ? (unehelich, Mutter unbekannt) Juliana

      2. Robert de Beauchamp († nach 1209)
      3. Peter de Beauchamp († wohl nach 1194/95)
      4. John de Beauchamp
      5.  ? Walter de Beauchamp
      6.  ? Emma de Beauchamp († nach September 1192); ⚭ Ralph de Sudeley († vor 29. September 1192), Sohn von John deSudeley und Grace de Tracy

    2.  ? Walter (II.) de Beauchamp († nach 1166)
    3. Matilda de Beauchamp; ⚭ Robert Marmion (V.) († wohl vor 1217) [Sheriff von Worcestershire], Sohn von Robert Marmion (IV.)

  2. William Peveril (I.) de Beauchamp († wohl 1151/57); ⚭ NN[3]
    1. William Peveril (II.) de Beauchamp († nach 1166)

## Die Earls of Warwick
1. William (V.) de Beauchamp (* wohl 1237/41; † 5. oder 9. Juni 1298 in Elmley), folgt 1267 seinem Onkel mütterlicherseits als 9. Earl of Warwick, folgte 1268 seinem Vater in Elmley und als erblicher Sheriff von Worcestershire, bestattet in der Franziskanerkirche in Worcester; ⚭ vor 7. Januar 1269 Matilda FitzJohn († 16./18. April 1301), Tochter von John FitzGeoffrey of Shere (Surrey) [Justiciar of Ireland] und Isabel Bigod (Tochter von Hugh Bigod, 3. Earl of Norfolk), Witwe von Gerard de Furnivalle, bestattet in der Franziskanerkirche von Worcester – Vorfahren siehe oben
  1. Guy de Beauchamp (* wohl 1270/71; † zwischen 28. Juli und Anfang August 1315), 1298 Earl of Warwick, bestattet in Bordesley Abbey; verlobt (Päpstlicher Dispens 11. Mai 1297) mit Isabel de Clare, Tochter von Gilbert de Clare, 6. Earl of Gloucester, und Alice de Lusignan, die Ehe kam nicht zustande; ⚭ 1310, wohl zwischen 12. Januar und 28. Februar, Alice de Tosny, Tochter von Raoul VI. de Tosny und Mary (Haus Tosny), Witwe von Thomas de Leyburn, sie heiratete in dritter Ehe William la Zouche, 1. Baron Zouche of Mortimer
    1. Matilda de Beauchamp († 28. Juli 1369), bestattet in der Dominikanerkirche in London; ⚭ (1) Geoffrey de Say, Lord Say (* wohl 1305; † 26. Juni 1359), Sohn von Geoffrey Le Say und Idonia de Leyburn; ⚭ (2?) Edmund († vor 30. Oktober 1369), bestattet in der Dominikanerkirche in London
    2. Elizabeth de Beauchamp; ⚭ Thomas de Astley, Lord Astley († nach 3. Mai 1366), Sohn von Giles de Astley und Alice
    3. Thomas de Beauchamp (* 14. Februar 1314; † 13. November 1369 in Calais), 1316 Earl of Warwick, bestattet in St Mary’s in Warwick; ⚭ (Päpstlicher Dispens 19. April 1319) Katherine de Mortimer († 1369, wohl zwischen 4. August und 6. September), Tochter von Roger Mortimer, 1. Earl of March, und Joan de Geneville (Joinville), Enkelin von Geoffrey de Geneville, 1. Baron Geneville, Justiciar of Ireland, bestattet in St. Mary’s in Warwick
      1. Joan de Beauchamp; ⚭ 1338, wohl im Mai, Ralph Basset, 3. Baron Basset of Drayton (* wohl 1334/35; † 10. Mai 1390)
      2. Guy de Beauchamp († 28. April 1360 in Frankreich), bestattet in Vendôme; ⚭ vor 1353 Philippa de Ferrers († vor 10. August 1384), Tochter von Henry de Ferrers, Lord Ferrers of Groby, und Isabel de Verdun
        1. Katherine de Beauchamp (* wohl 1352/53; † nach 1. April 1400), Nonne im Gilbertinerpriorat in Shouldham
        2.  ? Margaret de Beauchamp († nach 26. September 1359), Nonne im Gilbertinerpriorat in Shouldham
        3. Elizabeth de Beauchamp (* nach 26. September 1359; † nach 4. August 1369)

      3. Thomas de Beauchamp (* vor 16. Mai 1339; † 8. April 1401), 1369 Earl of Warwick, bestattet in St. Mary’s in Warwick; ⚭ vor April 1381 Margaret de Ferrers († 22. Januar 1407), Tochter von William Ferrers, 3. Baron Ferrers of Groby, und Margaret Ufford
        1. Richard (* 25. oder 28. Januar 1382; † 30. April 1439 in Rouen), 1401 Earl of Warwick, 19. Mai 1419 Comte d’Aumale, 16. Juli 1437 Lieutenant-général et Gouverneur de France et de Normandie, bestattet in St. Mary’s in Warwick; ⚭ (1) vor 5. Oktober 1397 Elizabeth Berkeley (* nach 1385; † 28. Dezember 1422), Baroness Berkeley, Baroness Lisle, Tochter von Thomas Berkeley, 5. Baron Berkeley und Margaret, Baroness Lisle, bestattet in Kingswood Abbey; ⚭ (2) 26. November 1423 auf Hanley Castle Isabel le Despencer (* 26. Juli 1400 in Cardiff; † 27. Dezember 1439 im Minoritenkloster London), Tochter von Thomas le Despenser, 1. Earl of Gloucester, und Constance of York, Witwe von Richard Beauchamp, 1. Earl of Worcester (siehe unten)
          1. (1) Margaret (* 1404; † 14. Juni 1467), bestattet in St Paul’s, London; ⚭ 6. September 1425 auf Warwick Castle  John Talbot, Lord Talbot (* um 1387; † 17. Juli 1453 in der Schlacht bei Castillon), 1441 Earl of Shrewsbury, Sohn von Richard Talbot, Lord Talbot und Ankaret Lestrange Baroness Strange, bestattet in St. Alkmund’s, Whitchurch (Shropshire) [deren Nachkomme John Dudley wurde zum Earl of Warwick und später zum Duke of Northumberland ernannt]
          2. (1) Eleanor (* September 1408 in Wedgnock (Warwickshire); † 6. März 1467 in Baynard’s Castle); ⚭ (1) Thomas de Ros, Lord de Ros (* 26. September 1406 auf Belvoir Castle; † 18. August 1430 in Frankreich), Sohn von William de Ros, Lord de Ros, und Margaret Arundel; ⚭ (2) wohl 1431/35 Edmund Beaufort, Earl of Somerset (* wohl 1406; † 22. Mai 1455 in der Ersten Schlacht von St Albans), Sohn von John Beaufort, 1. Earl of Somerset und Margaret de Holand (Haus Plantagenet); ⚭ (3) Walter Rokesley
          3. (1) Elizabeth (* 1417; † 1480); ⚭ (1) George Nevill, Lord Latimer († 1469); ⚭ (2) Thomas Wake
          4. Henry (* 21. März 1425 auf Hanley Castle; † 11. Juni 1446 das.), 1439 Earl of Warwick, Comte d’Aumale, 5. April 1445 Duke of Warwick, bestattet in Tewkesbury Abbey; ⚭ 1434 Cicely Neville († 28. Juli 1450), Tochter von Richard Neville, 5. Earl of Salisbury, und Alice Montagu, 5. Countess of Salisbury, bestattet in Tewkesbury Abbey, sie heiratete in zweiter Ehe John Tiptoft, 1. Earl of Worcester
            1. Anne (* Februar 1444 in Cardiff; † 3. Januar 1449 in Ewelme), 1446 Countess of Warwick, bestattet in Reading Abbey

          5. (2) Anne (* 1426 wohl im April in Caversham; † vor 20. September 1492), 1449 Countess of Warwick; ⚭ 1434 Richard Neville, 16. Earl of Warwick (* 22. November 1428; † 14. April 1471 in der Schlacht von Barnet), 1449 Earl of Warwick, 1460 Earl of Salisbury, Sohn von Richard Neville, 5. Earl of Salisbury, und Alice Montagu, 5. Countess of Salisbury, bestattet in Bisham Abbey (Berkshire) (Haus Neville)

      4. Matilda de Beauchamp († 1403, wohl Januar/Februar); ⚭ Roger de Clifford, 5. Baron de Clifford (* 10. Juli 1333; † 13. Juli 1389), Sohn von Robert (II.) de Clifford, Lord Clifford, und Isabel de Berkeley
      5. Philippa de Beauchamp; ⚭ Hugh Stafford († 1386), 1372 Earl of Stafford, Sohn von Ralph Stafford, 1. Earl of Stafford, und Margaret de Audley, bestattet in Stone Priory
      6. William de Beauchamp († 8. Mai 1411), 1392 Lord Abergavenny, bestattet in der Dominikanerkirche in Hereford; ⚭ Joan FitzAlan (* 1375, † 14. November 1435), Tochter von Richard FitzAlan, 11. Earl of Arundel, und Elizabeth de Bohun [Tochter von William de Bohun, 1. Earl of Northampton], bestattet in der Dominikanerkirche in Hereford
        1. Richard, (* wohl 1397; † 18. März 1422), 1411 Lord Bergavenny, Februar 1421 1. Earl of Worcester, bestattet in Tewkesbury Abbey; ⚭27. Juli 1411 in Tewkesbury Abbey Isabel Le Despencer (* posthum 26. Juli 1400 in Cardiff; † 27. Dezember 1439 im Minoritenkloster London), Tochter von Thomas le Despenser, 1. Earl of Gloucester, und Constance of York, sie heiratete in zweiter Ehe Richard Beauchamp, 13. Earl of Warwick (siehe oben)
          1. Elizabeth (* 16. September 1415 auf Hanley Castle; † 18. Juni 1448) 1422 Baroness Abergavenny, bestattet in der Karmeliterkirche in Coventry; ⚭ vor 18. Oktober 1424 Edward Nevill, Lord Abergavenny, de iure uxoris († 18. Oktober 1476), Sohn von Ralph Neville, 1. Earl of Westmorland und Joan Beaufort (Haus Neville)

        2. Joan und Elizabeth de Beauchamp, 1408 bezeugt

      7. Alice de Beauchamp († nach 4. August 1369)
      8. Margaret de Beauchamp († nach 4. August 1369); ⚭ (Päpstlicher Dispens Juli 1347) Guy de Montfort († vor 1370), Sohn von Piers (III.) de Montfort, Lord Montfort, und wohl Margaret de Furnivalle
      9. Isabel († 29. September 1416), 21. März 1382 Nonne, bestattet in Campsey Priory; ⚭ (1) nach 6. September 1369 John Le Strange, Lord Strange (* wohl 1352/53; † 3. August 1375), Sohn von John Le Strange, Lord Strange, und Mary FitzAlan of Arundel; ⚭ (2) 12. Juni 1376 oder früher William Ufford, 2. Earl of Suffolk (* wohl 1339; † 15. Februar 1382), Sohn von Robert Ufford, 1. Earl of Suffolk, und Margaret de Norwich, bestattet in Campsey Priory
      10.  ? Elizabeth de Beauchamp; ⚭ Thomas de Ufford († vor 4. November 1369), Sohn von Robert Ufford, 1. Earl of Suffolk, und Margaret de Norwich

    4. John de Beauchamp (* 1315; † 2. Dezember 1360), 1344 Gründungsmitglied des Hosenbandordens, 1350 Lord Beauchamp, bestattet in St Mary’s in Warwick

  2. weitere Söhne
  3. Isabella de Beauchamp († 1306); ⚭ (1) Patrick de Chaworth († vor 7. Juli 1283), Sohn von Patrick de Chaworth und Hawise of London; ⚭ (2) wohl 1286 Hugh le Despenser (* 1261; † hingerichtet 1326), 1295 Lord le Despencer, 1322 Earl of Winchester, Sohn von Hugh Le Despenser und Aline Basset
  4. 2 Töchter [Anne und Amy de Beauchamp] (beide † nach 14. September 1296), Nonnen im Gilbertinerpriorat in Shouldham